# Kiçik Zirə

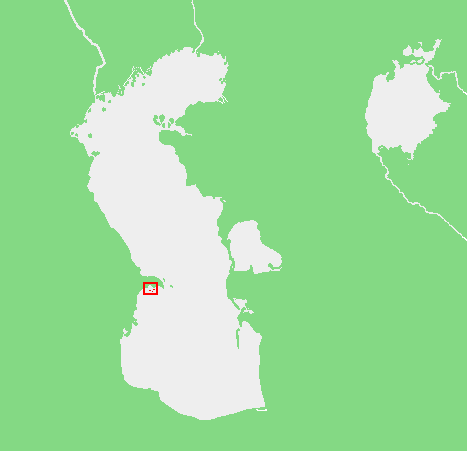
Lokalizacja wyspy

Kiçik Zirə – wyspa należąca do Azerbejdżanu, na Morzu Kaspijskim przy Zatoce Baku. Kichik Zira znajduje się w Bakı arxipelaqı (Archipelagu Baku).
Roślinność na wyspie jest niewielka, z powodu zanieczyszczeń.